# Reisetbauer Qualitätsbrand

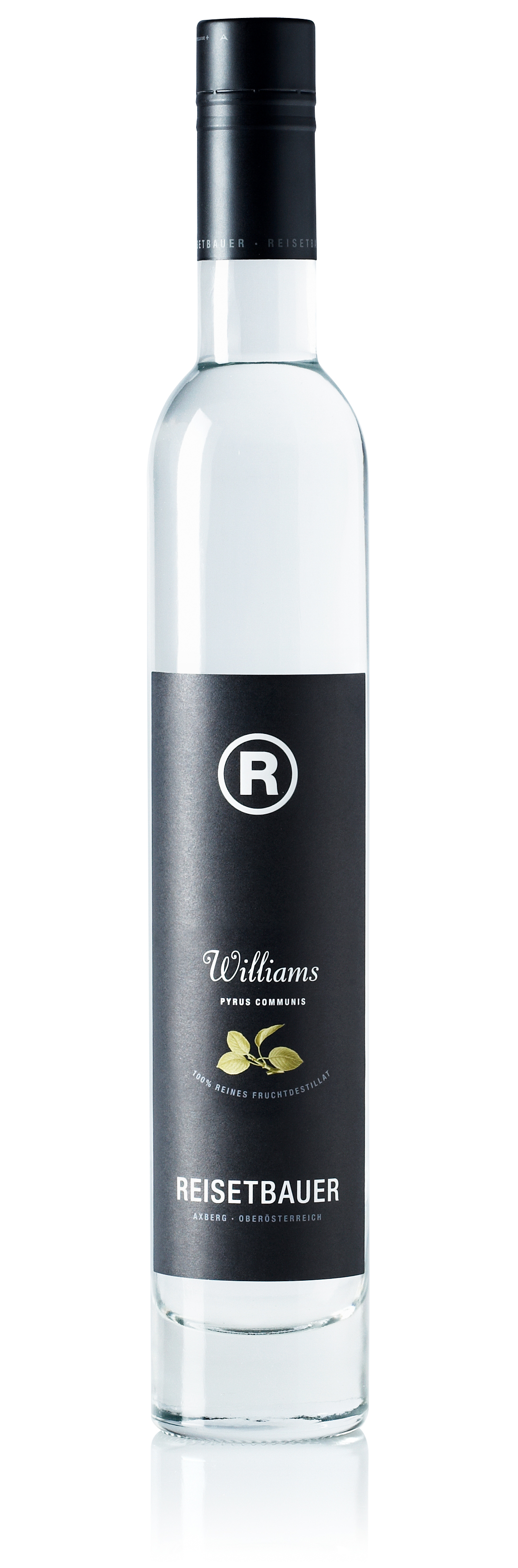
Reisetbauer Williamsbrand

Die Reisetbauer Qualitätsbrand GmbH ist eine österreichische Destillerie von Edelbränden. Der Firmensitz ist in Axberg am Kirchdorfergut.

## Geschichte
Geführt wird das Unternehmen von Hans Reisetbauer und seinem Sohn Hansi Reisetbauer Junior. 1990 begann Reisetbauer mit dem ersten 1,5 ha großen Apfelgarten am Kirchdorfergut, ein Jahr später wurden dann die ersten zehn Birnbäume der Sorte Williams Christ gepflanzt. Im Frühjahr 1994 lernte Reisetbauer auf der Wiener Messe Vinova die Destillate der Quinta-Essentia-Brenner und Karl Hubert Gasser kennen. Daraufhin entstand die Idee, eigene Edelbrände zu brennen. Reisetbauer plante seine eigene Brennerei, welche am 16. September 1994 von Christian Carl aus Göppingen montiert und in Betrieb genommen wurde.
Im Jahre 2009 wurde das Design der Reisetbauer Brände umgestellt. Ab diesem Zeitpunkt waren die Grundfarben Schwarz und Weiß und das Logo von Reisetbauer Qualitätsbrand „R“ im weißen Kreis. Zusätzlich wurde eine Eigenformflasche mit einem massiven Glassockel und einem Stelvin Deluxe Verschluss entwickelt.
Nach einer zehnmonatigen Bauzeit wurde im Mai 2012 das neue Firmengebäude mit der Brennerei und dem Büro eröffnet.
Seit 2017 ist Hansi Reisetbauer Junior sowohl im Unternehmen als auch als Landwirt in Axberg am Kirchdorfergut tätig. Gemeinsam mit seinem Vater Hans Reisetbauer führt er das Unternehmen aktuell mit 15 Mitarbeitern. Der Junior kümmert sich um die Landwirtschaft und der Vater ist der Grandseigneur der Schnapsbrenner.
Heute werden die Edelbrände von Reisetbauer in über 10 Länder exportiert, allen voran nach Deutschland, Großbritannien, Russland, in die Schweiz, Mexiko, in die Niederlande und in die USA.
2022 und 2023 fand ein weiterer großer Umbau im Hause Reisetbauer statt. Hier wurde nicht nur die Brennerei erweitert und modernisiert, es kam auch ein weiterer, ganz besonderer Raum dazu – der Verkostraum. Im Sommer 2023 wurde dieser Teil des Firmengebäudes dann final eröffnet.

## Produkte
Die Früchte für die Reisetbauer Edelbrände wachsen zum Großteil in den eigenen Obstgärten. Insgesamt gibt es über 17.000 Williamsbäume, 7.000 Apfelbäume. Bei der Ernte werden die gereiften Früchte in mehreren Durchgängen gepflückt.
Neben den klassischen Bränden wie Apfel-, Williams- oder Zwetschkenbrand werden auch Himbeere, Johannisbeere, Quitte, Vogelbeere, Schlehdorn, Weichsel, Kirsche  und noch einige Früchte mehr zu Destillaten verarbeitet. Besonderheiten von Reisetbauer sind die Edelbrände aus Karotte, Ingwer und der Elsbeere.
Zum Sortiment von Reisetbauer gehören außerdem Single-Malt-Whiskys, 4 verschiedene Gins, 2 Rumsorten, ein Aperitivo, eine eigens entwickelte und hergestellte Soja-Sauce, sowie einen exklusiven Himbeerlikör.

## Auszeichnungen
- Destillata: 1995 „Schnaps des Jahres“ mit Williamsbrand und Kletzenbirnenbrand
- Gourmeo: Betrieb des Jahres 1998
- Trophée Gourmet A la Carte: 2006 in der Kategorie „Gourmandisen“
- Gourmetführer A la Carte: Meisterbrenner gekürt 2002, 2004, 2007, 2008, 2009[8][9][10][11][12]
- Falstaff Spirits Trophy: Bester Brenner Österreichs 2010, 2011, 2012, 2013[13][14][15]
- Vinaria:Vinaria Schnaps des Jahres 2012[16]
- Vinaria:Vinaria Brennerei des Jahres 2012[17]
- Falstaff Bar- & Spiritsguide: Brenner des Jahres 2014, 2019
- Falstaff Bar- & Spiritsguide: Brenner des Jahres International 2024/25
- Falstaff Bar- & Spiritsguide: Bester Fruchtbrand Österreichs: Rote Williamsbirne 2017/18
- Falstaff Bar- & Spiritsguide: Bester Gin Österreichs: Blue Gin 2017/18
- Falstaff Bar- & Spiritsguide: Sonderpreis Barkultur 2022